# Skorkov (okres Mladá Boleslav)
Obec Skorkov se nachází v nejjižnější části okresu Mladá Boleslav, kraj Středočeský. Leží na pravém břehu řeky Jizery v polovině cesty mezi městy Brandýs nad Labem-Stará Boleslav a Benátky nad Jizerou. Žije zde 720 obyvatel (v roce 2009 jich bylo 485, z toho ve vlastním Skorkově 242, v Podbrahách 67 a v Otradovicích 135).

## Historie

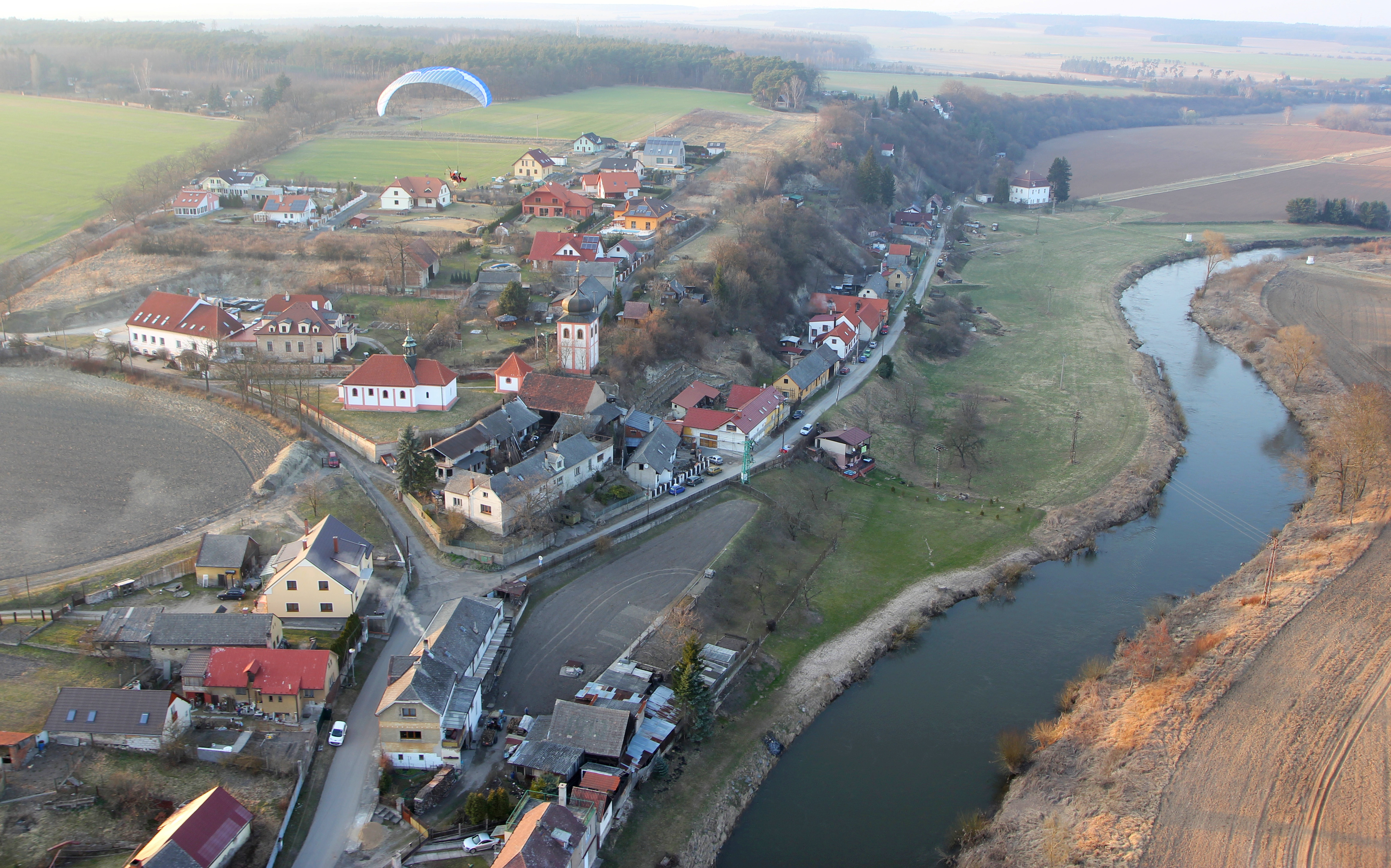
Letecký pohled

Do konce roku 1985 byl Skorkov samostatnou obcí. Od 1. ledna 1986 byla na základě rozhodnutí ONV Mladá Boleslav připojen k obci Sojovice. 5. prosince 1998 se v části Sojovice konalo referendum o osamostatnění této části, v němž se 83 % hlasujících vyslovilo pro oddělení. Na základě tohoto referenda rozhodlo ministerstvo vnitra ČR, že od 1. ledna 2000 došlo k opětovnému rozdělení obce do stavu, který platil do roku 1985, tedy k obnovení obce Skorkov.

### Územněsprávní začlenění
Dějiny územněsprávního začleňování zahrnují období od roku 1850 do současnosti. V chronologickém přehledu je uvedena územně administrativní příslušnost obce v roce, kdy ke změně došlo:
- 1850 země česká, kraj Praha, politický okres Karlín, soudní okres Brandýs nad Labem;[5]
- 1855 země česká, kraj Praha, soudní okres Brandýs nad Labem;[5]
- 1868 země česká, politický okres Karlín, soudní okres Brandýs nad Labem;[5]
- 1908 země česká, politický i soudní okres Brandýs nad Labem;[6]
- 1939 země česká, Oberlandrat Mělník, politický i soudní okres Brandýs nad Labem;[7]
- 1942 země česká, Oberlandrat Praha, politický i soudní okres Brandýs nad Labem;[8]
- 1945 země česká, správní i soudní okres Brandýs nad Labem;[9]
- 1949 Pražský kraj, okres Brandýs nad Labem;[10]
- 1960 Středočeský kraj, okres Mladá Boleslav.[11]

### Rok 1932

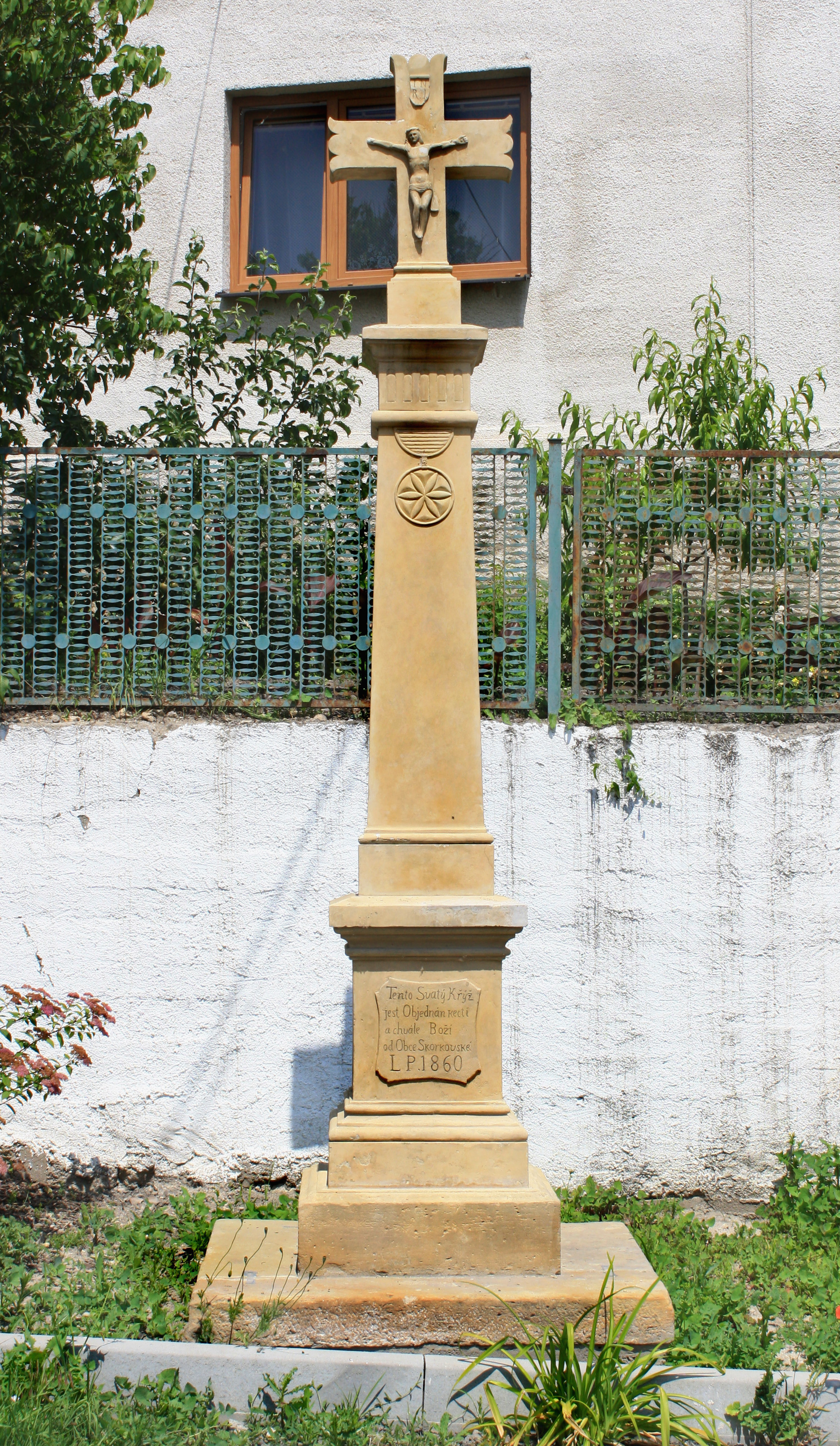
Křížek pod kostelem

Ve vsi Skorkov (přísl. Podbrahy, 316 obyvatel, katol. kostel) byly v roce 1932 evidovány tyto živnosti a obchody: 2 hostince, kovář, obuvník, obchod se smíšeným zbožím, spořitelní a záložní spolek pro Skorkov, trafika.

## Obyvatelstvo
| Rok            | 1869 | 1880 | 1890 | 1900 | 1910 | 1921 | 1930 | 1950 | 1961 | 1970 | 1980 | 1991 | 2001 | 2011 | 2021 |
| -------------- | ---- | ---- | ---- | ---- | ---- | ---- | ---- | ---- | ---- | ---- | ---- | ---- | ---- | ---- | ---- |
| Počet obyvatel | 462  | 501  | 464  | 433  | 441  | 443  | 435  | 510  | 500  | 472  | 419  | 331  | 357  | 529  | 727  |
| Počet domů     | 72   | 79   | 81   | 82   | 88   | 102  | 116  | 253  | 143  | 135  | 130  | 157  | 169  | 238  | 286  |

## Části obce
- Otradovice
- Podbrahy
- Skorkov

V letech 1850–1879 k obci patřil i Nový Vestec.

## Pamětihodnosti
- Kostel svatého Jana Křtitele
- Kostnice a samostatná zvonice
- Křížek pod kostelem
- dva unikátní čluny monoxyly byly vyloveny z řeky Jizery v letech 1967-2002[14] a jsou uloženy ve sbírkách muzea v Mladé Boleslavi a v Čelákovicích[15].

## Doprava
Silniční doprava
Obcí prochází silnice II/610 Praha – Brandýs nad Labem – Stará Boleslav – Skorkov – Benátky nad Jizerou – Mladá Boleslav – Turnov. Po hranici území obce vede dálnice D10 Praha – Mladá Boleslav – Turnov, exit 17 s motorestem. Územím obce prochází silnice II/331 Poděbrady – Nymburk – Lysá nad Labem – Stará Boleslav – Záboří – (Mělník).
Železniční doprava
Obec Skorkov leží na železniční trati 072 Lysá nad Labem – Mělník – Litoměřice – Ústí nad Labem západ. Jedná se o dvoukolejnou elektrizovanou celostátní trať zařazenou do evropského železničního systému, doprava byla na trati zahájena roku 1874. Po trati 072 jezdí osobní vlaky i rychlíky, v pracovních dnech roku 2011 je to obousměrně 8 rychlíků a 10 osobních vlaků. Na území obce leží železniční zastávka Otradovice, rychlíky jí projíždějí.
Autobusová doprava
V obci měly zastávku v pracovních dnech června 2011 autobusové linky Mladá Boleslav-Benátky nad Jizerou-Praha se zastávkou na hlavní silnici (7 spojů zpět) (dopravce TRANSCENTRUM bus, s.r.o.), Brandýs n.L.-St.Boleslav-Benátky nad Jizerou-Mečeříž (2 spoje tam i zpět) a Brandýs n.L. – St.Boleslav – Skorkov – Brandýs n.L. – St.Boleslav (11 spojů) (dopravce ČSAD Střední Čechy, a.s.).

## Další fotografie

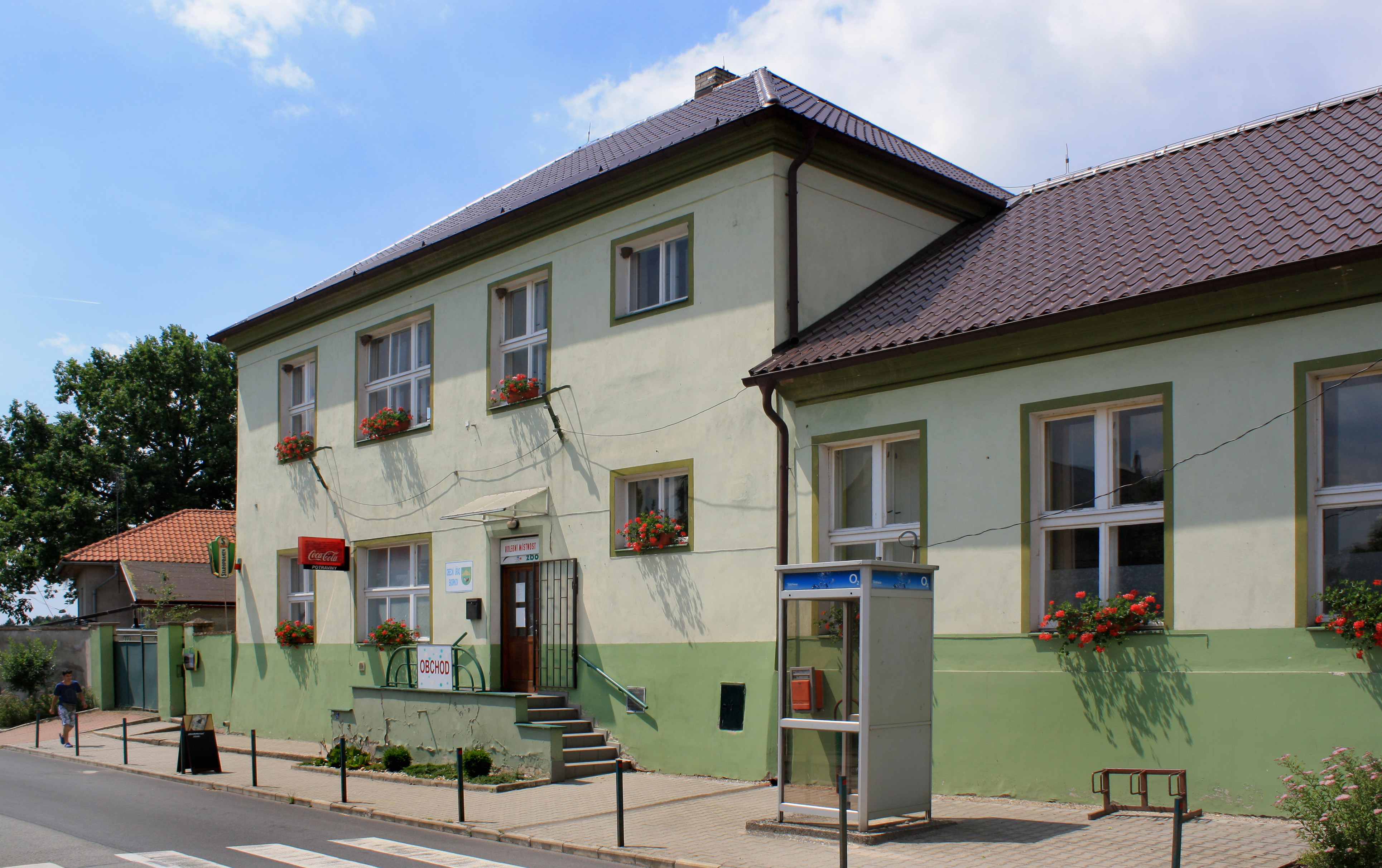
Obecní úřad a restaurace
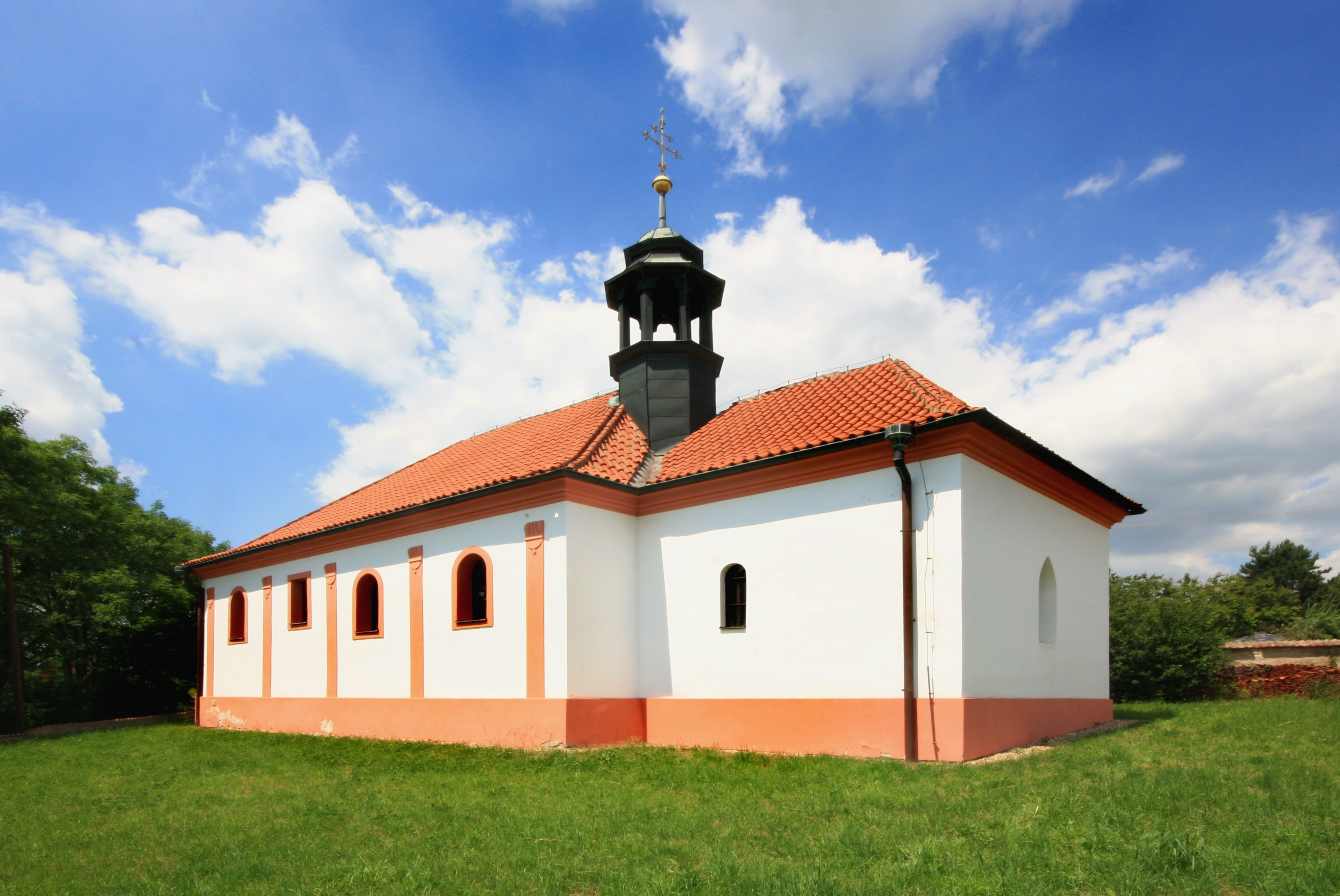
Kostel sv. Jana Křtitele
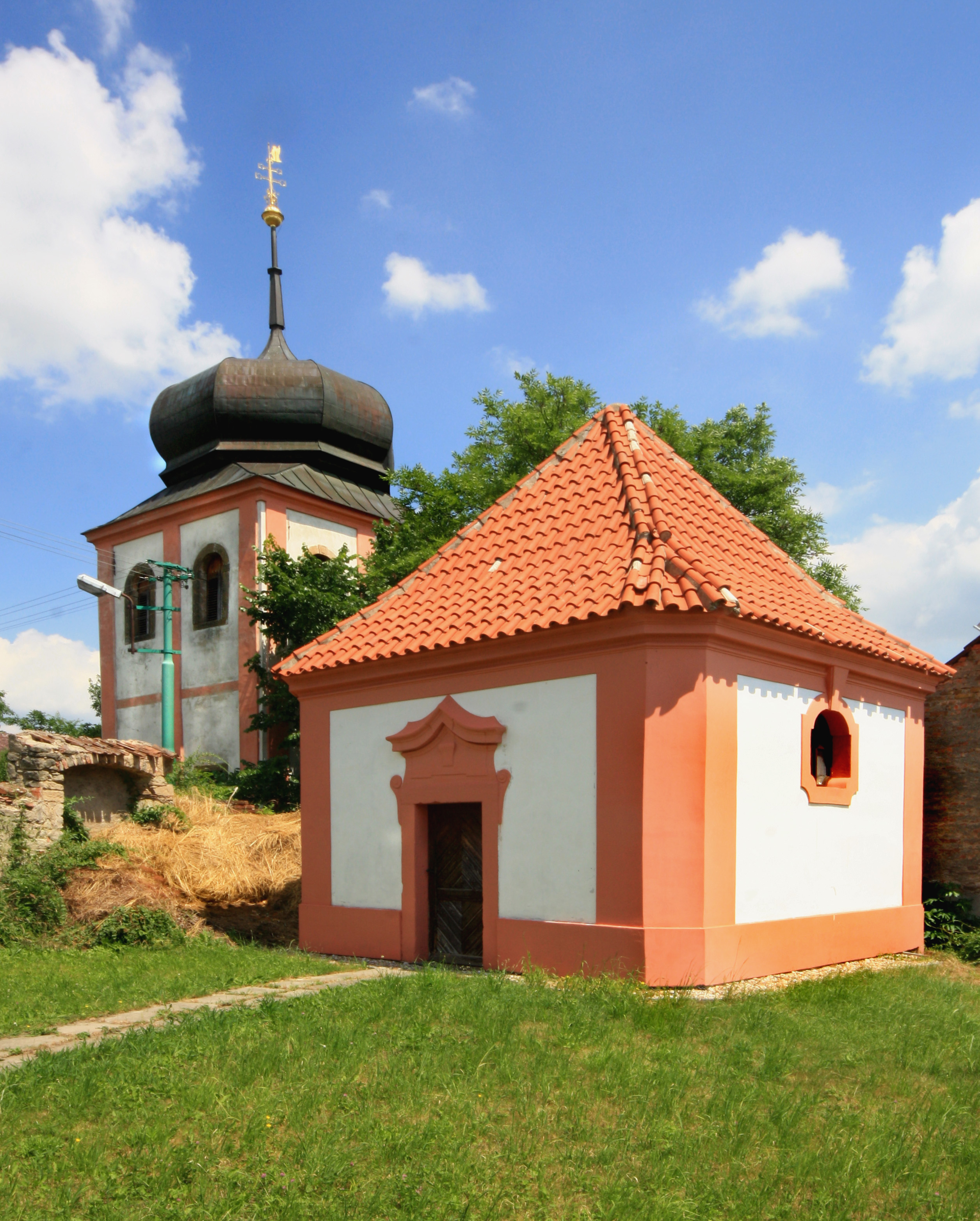
Kostnice a zvonice kostela
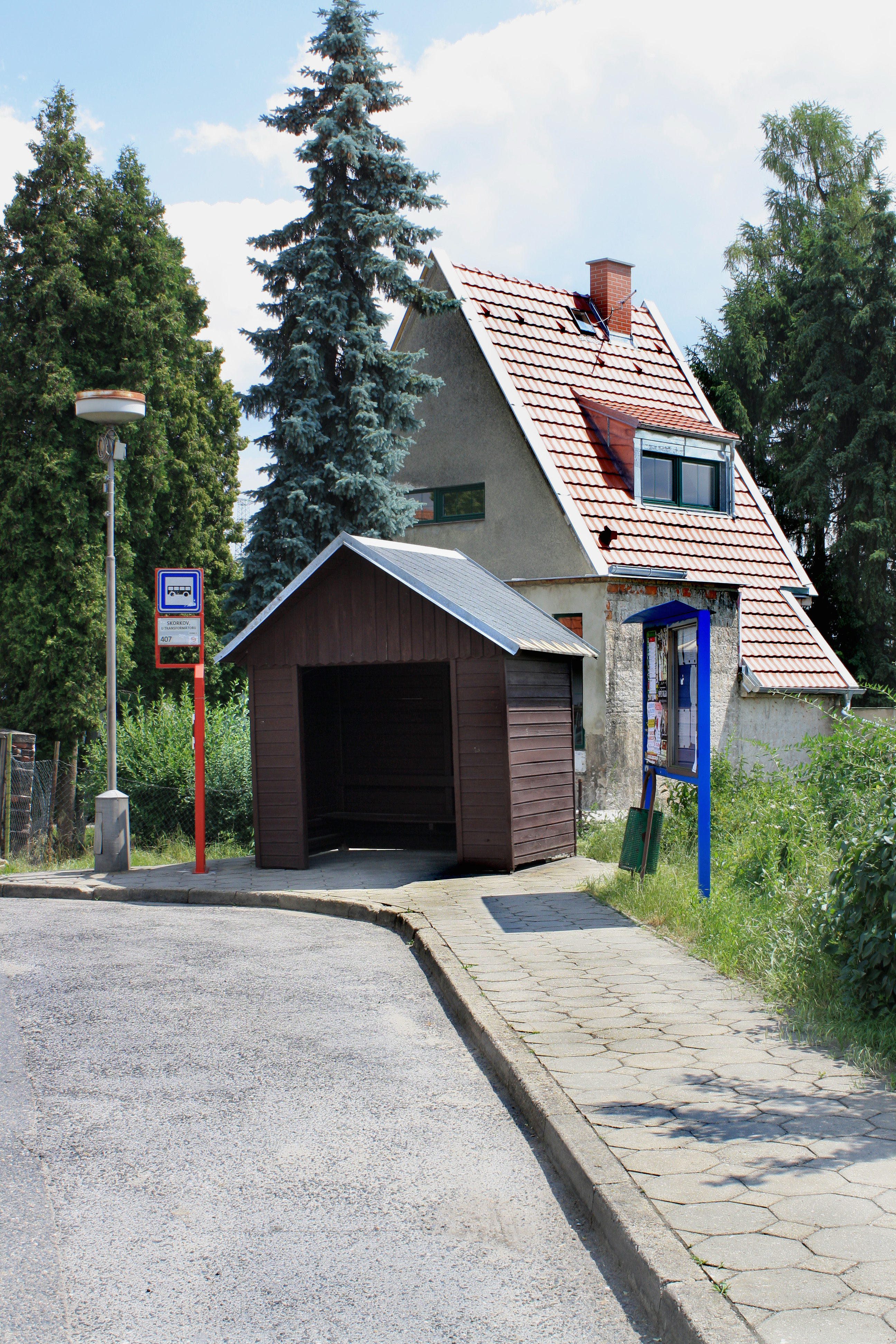
Zastávka na jihu obce